# Pedro Goyena
Pedro Goyena (Buenos Aires 24 de julio de 1843 - 17 de mayo de 1892) fue un jurisconsulto, escritor y político argentino. Tuvo un papel destacado en la historia argentina por su firme oposición al laicismo que caracterizó a la llamada Generación del 80 que gobernó el país entre la segunda mitad del siglo XIX y las primeras décadas del siglo XX. Fue junto a José Manuel Estrada y Emilio Lamarca uno de los principales representantes del pensamiento católico de ese período en su país.

## Biografía
Era hijo de Pedro Regalado Goyena y de Emilia del Río y Perdriel. Egresado del Colegio Nacional Central, se graduó de doctor en jurisprudencia en 1869 y de abogado en 1872. Aún antes de recibirse fue profesor de filosofía en el Colegio Nacional y desde 1869 en la Universidad de Buenos Aires, enseñando filosofía.
Fue diputado provincial de 1865 a 1867 y de 1870 a 1872, Constituyente de la provincia de Buenos Aires entre 1870 y 1873, diputado al Congreso de la Nación (1873 a 1874), senador provincial (1877-1878) y nuevamente diputado nacional de 1880 a 1884 y entre 1886 y 1890.
En 1874 asumió la cátedra de Derecho Romano en la Universidad de Buenos Aires que había quedado vacante tras la salida de Vicente Fidel López. Se destacó también como periodista, entre otros de la Revista Argentina y la Unión, que dirigió junto a José Manuel Estrada y Tristán Achával Rodríguez, donde defendió y argumentó sus posiciones contrarias a las reformas liberales de los gobiernos de esa época, cuyo principal representante fue Julio A. Roca.
Fue especialmente importante su actuación en el Congreso Pedagógico de 1882 donde sostuvo que la escuela pública común debía ser católica manteniendo un duro debate con Leandro Alem. Consecuentemente se opuso luego a la Ley 1420 de 1884 de enseñanza pública, gratuita y obligatoria, que estableció la escuela pública laica. También se opuso y representó la opinión del pensamiento católico, contra la Ley de matrimonio civil sancionada en 1888 sosteniendo que el único tipo de matrimonio que debía ser reconocido por el Estado era aquel que es realizado y registrado por la Iglesia Católica. Su capacidad como orador y polemista eran notables.
En 1885 fue designado vicepresidente primero de la recientemente fundada Unión Católica cuya presidencia ejerció José Manuel Estrada.
Poco antes de morir, y llevado por su posición contraria al liberalismo laico, se incorporó al heterogéneo arco opositor que integró la Unión Cívica.
Falleció en su casa de San José de Flores en mayo de 1892 víctima de una neumonía. En su sepelio, el presidente de la República Carlos Pellegrini lo calificó de «una de las más brillantes y altas manifestaciones de la intelectualidad argentina, uno de los caracteres más sanos y más nobles, una de las vidas más honestas y más puras».
En la ciudad de Buenos Aires lo homenajean dos calles: una en Puerto Madero que bordea la costanera, y la otra una avenida que atraviesa el barrio de Caballito, comenzando en el límite con Boedo y terminando en el correspondiente a Flores,También en  Vicente Lopez un calle que recorre Olivos, y en Muñiz (34°33′16″S 58°42′25″O / -34.5544346, -58.7068171).

Tal es el liberalismo condenado por la Iglesia: aplicación del materialismo y del ateísmo a la vida civil. - Pedro Goyena